# Schoenoplectus smithii
Schoenoplectus smithii là loài thực vật có hoa trong họ Cói. Loài này được (A.Gray) Soják miêu tả khoa học đầu tiên năm 1972.